# 키케온

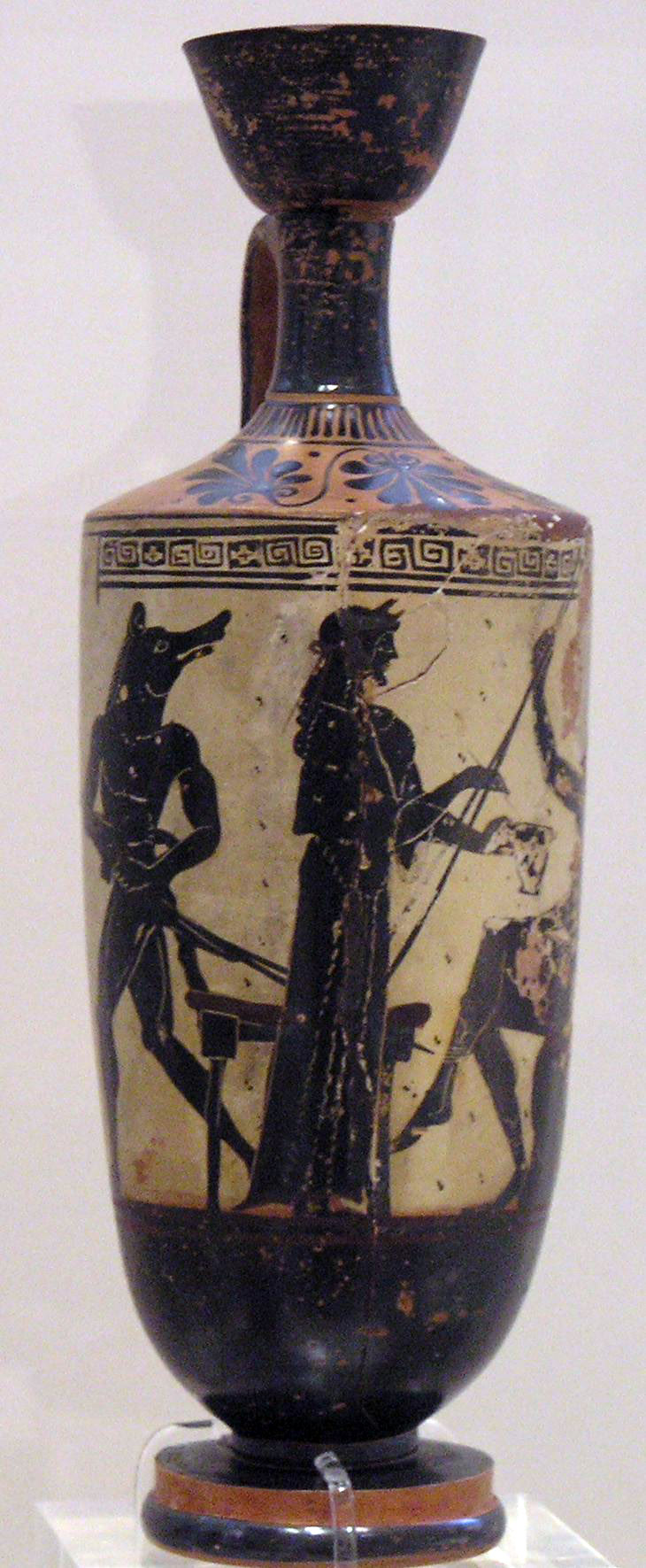
키르케와 오디세우스, 아테나 화가의 흰색 바탕의 레키토스, 기원전 490~480년경, 아테네 에레트리아 국립 고고학 박물관, 1133년.

키케온(고대 그리스어: κυκεών, 어원: 고대 그리스어: κυκάω 키카오[*]; 젓다, 섞다)은 다양한 설명이 있는 고대 그리스의 음료이다. 일부는 주로 물, 보리, 자연적으로 존재하는 물질(박하 등)로 만들었고, 여기에 포도주와 간 치즈를 더하여 만들기도 하였다. 키케온은 보통 엘레우시스 밀의종교의 경우처럼 향정신성 혼합 음료를 가리킨다고 널리 알려졌다. 키케온은 엘레우시스 밀교의 절정에서 신성한 금식을 깨기 위하여 사용되었지만, 그리스 농민이 좋아하는 음료로도 언급되었다.

## 고대 문헌과 설명
키케온은 호메로스에서 언급되었다. 《일리아스》에서는 프람니안 포도주, 보리, 간 염소젖 치즈로 구성되어 있다고 설명한다. 《오디세이아》에서 키르케가 꿀을 약간 넣고 마법 물약을 그 안에 부었다. 데메테르에게 바치는 호메로스 찬가에서 여신은 붉은 포도주를 거부하지만 대신 물, 보리, 페니로얄로 만든 키케온을 받아들였다.
키케온은 소화 촉진 특성이 있다고 여겨졌다. 아리스토파네스의 《평화》에서 헤르메스는 마른 과일과 견과류를 너무 많이 먹은 주인공에게 키케온을 권하였다.
귀족들은 키케온을 농민의 음료라 하여 기피하였다. 테오프라스토스의 《성격의 유형들》은 키케온에 취하여 민회에 가는 농민을 묘사하였다.

## 엘레우시스 밀의종교
엘레우시스 밀교의 절정 의식에서 2천 년이 넘는 기간 동안 많은 사람들이 어떻게 일관되게 계시적 상태를 경험할 수 있었는지에 대한 미스터리를 해결하려는 시도로, 엘레우시스 키케온에 사용된 보리가 맥각균에 감염되었고, 그 곰팡이의 향정신성 특성이 엘레우시스 참가자들이 언급한 강렬한 경험을 촉발했을 것이라는 주장이 제기되었다.
마스 카스텔라르 유적지(스페인 지로나)에 위치한 엘레우시스의 두 여신에게 헌정된 사원에서 발견된 맥각균(LSD와 유사한 환각성 알칼로이드를 함유한 곰팡이) 조각들이 발견되어 이 이론에 대한 일부 가능한 뒷받침이 되었다. 맥각 조각들은 화병 안과 25세 남성의 치석 내에서 발견되어 맥각이 경구 섭취되었다는 증거를 제공하였다. 이 발견은 엘레우시스 키케온의 성분으로써 맥각균이 사용되었다는 가설을 뒷받침하는 것으로 보인다.
키케온의 향정신성 특성에 대한 가능성에 대해 더 알아보려면, 엘레우시스 밀교의 환각제 이론을 참조하면 된다.

## 같이 보기
- 고대 그리스와 포도주
- 고대 그리스 요리

## 서지
- Wasson, R.G.; Hofmann, A.; Ruck, C. 《The Road to Eleusis: Unveiling the Secret of the Mysteries》. — LSD 발견자 앨버트 호프먼의 저작
- Delatte, Armand (1955). 《Le Cycéon, breuvage rituel des mystères d'Éleusis》 (프랑스어). Paris: Belles Lettres.